# Maison du Jazz
La Maison du Jazz est une association sans but lucratif fondée en 1994 et située à Liège en Belgique.

## Historique
- 1982 : conception par divers collectionneurs (Nicolas Dor, Carlos de Radzitzky, Jean de Trazegnies, Marc Danval, etc.) d'un projet de « Musée du Jazz ». Les concepteurs confient à Jean-Pol Schroeder le soin de faire prendre la sauce. Faute de moyens, le projet avorte.
- 1984 : réactualisation du projet en collaboration cette fois avec Michel Grégoire, responsable régional de la Médiathèque de la Communauté française. Prise de contacts avec les autorités communales et provinciales. Faute de moyens, le projet avorte.
- 1990 : après le décès de Carlos de Radzitzky et de Nicolas Dor, le projet de « Musée du Jazz » semble voué aux oubliettes.
- 1991 : création par Jean-Marie Peterken et l'assocition Jazz à Liège du premier Festival International de Jazz à Liège, qui s'impose d'emblée comme la plus importante manifestation en site unique du pays.
- 1992 : réactivation du projet, désormais rebaptisé Maison du Jazz, par l'association Jazz in Time. Un comité de quatre personnes composé de Benoit Blairon et Jean-Pol Schroeder, d'un responsable Horeca et d'un architecte, étudient pendant un an et demi la faisabilité du projet, signent un accord avec la direction nationale de la médiathèque de la Communauté française de Belgique pour la mise à disposition de milliers de disques vinyles, reprennent contact avec Denise Dor et avec quelques collectionneurs. Faute de moyens, le projet avorte.
- 1993 : création de l'association Fondation Jaspar-Thomas, et nomination de Jean-Marie Peterken comme directeur-gérant. Parmi les activités prévues, la réactivation, en collaboration avec les « détenteurs » du projet du vieux rêve de « Maison du Jazz ». La Fondation bénéficiant d'aides des pouvoirs publics, le projet a cette fois une chance d'aboutir.
- 1994 : ouverture, en septembre 1994, sous l'égide de la Fondation Jaspar-Thomas, de la Maison du Jazz, en synergie avec les diverses associations spécialisées en matière de jazz et avec divers partenaires privés (collectionneurs etc). Nomination de Jean-Pol Schroeder comme conservateur, et de Danielle Baeb comme secrétaire[1].
- 1995 : première année de fonctionnement de la Maison du Jazz.
- 1996 : contrat-programme auprès du Ministère de la Communauté française de Belgique et création d'une nouvelle assocition, Maison du Jazz de Liège et de la Communauté française de Belgique ; le conseil d'administration est constitué de personnalités issues des quatre coins de la communauté et impliquées de manière directe dans le jazz.

## Centres
La Maison du Jazz réunit à Liège :
- un centre de documentation : disques (78 t, 33 t, 45 t), CD, K7, vidéos, films, photos, livres, revues, coupures de presse, dessins, programmes, affiches autant d'élément issu de dons, de legs ou de dépôts qui ont été archivés, classés, revalorisés voire restaurés pour être mis à la disposition des visiteurs[2].
- un centre d'animation : des expositions sont régulièrement organisées dans la Galerie Jacques Pelzer[3], ainsi que des cours d'histoire et de compréhension du jazz, des soirées thématiques (projections vidéo grand écran, conférences, concerts).
- un centre de promotion permettant de découvrir les nouveautés mais aussi de rechercher les concerts d'un artiste, une liste des clubs, festivals, producteurs ou distributeurs du pays.
- un centre de (co)production : depuis 1997, deux ouvrages consacrés au jazz ont été coédités et des albums anthologiques consacrés au jazz belge ont été produits.

## Ouvrages édités
- de Jean-Pol Schroeder (préf. Jean-Marie Peterken, photogr. Jacques Joris), Visages du jazz : 10 ans de festivals - Jazz à Liège, Liège, Maison du jazz de Liège et de la Communauté française, 2001, 151 p..